# البرزة (مجلس)
الْبَرْزَةُ مجلس رسمي تقليدي في عُمان، يرأسه عادة الوالي، ينعقد أمام القلعة أو الحصن أو بالقرب من بيت الوالي للاستماع لمشاكل الناس وحاجاتهم.

## كيفية انعقاده
- يعقد المجلس بأن يجلس الوالي في صدر البرزة ويحيط به كبار الشخصيات من المسؤولين والقضاة والعلماء، وبحضور عامة الناس.
- يتقدم صاحب الحاجة من الوالي ويستأذن بالجلوس بالقرب من الوالي.
- يشرح صاحب الحاجة طلبه أو مشكلته التي جاء من أجلها.[1][3]

## أوقاته
يُقام عادة في أول الصباح وتستمر حتى الظهيرة، وإذا استدعى الأمر تستأنف بعد صلاة العصر.

## روابط خارجية
- البرزة ثقافة عمانية أصيلة تتجسد منها سمات التكاتف والتعاون واللفة في مجتمعاتنا
- «البرزة» مجالس الكرام ومدارس الأصالة والقيِّم